# Jonas Jonsson (tiratore)
Jonas Jonsson (27 ottobre 1903 – Norrköping, 12 gennaio 1996) è stato un tiratore a segno svedese.

## Palmarès

### Olimpiadi
- 1 medaglia:
  - 1 bronzo (Londra 1948 nella carabina 50 metri a terra)